# هايدن بيرلي
هايدن بيرلي (بالإنجليزية: Hayden Byerly)‏ (مواليد 11 أكتوبر 2000 في كولورادو)، هو ممثل أمريكي. بدأ حياته المهنية كممثل طفل في سن العاشرة، واشتُهر بيرلي بدور جودي في المسلسل الدرامي (ذا فوسترز) على قناة أي بي سي للعائلة.

## حياته
ولِد في 11 أكتوبر 2000، في مدينة ليكوود في الولايات المتحدة الأمريكية. نشأ وترعرع في ليتلتون بولاية كولورادو قبل أن ينتقل مع عائلته إلى لوس أنجلوس في كاليفورنيا وهو بعُمر العاشرة لمتابعة مهنة التمثيل. بدأت موهِبته بالتمثيل أول باعتمادِه على نفسِه من خلال تشبهه بالشَخصِيات المُفضلة إليه في السينما. وهو أصغر أفراد عائلته.

### إهتماماته الشخصبة
تشمل اهتماماته بيرلي الشخصية قراءة الألغاز والكتب والقيام بالمغامرات وحل مشاكل الرياضيات المتقدمة، وكذلك لعب كرة السلة وألعاب الفيديو. وإلى جانب نجم مسلسل ذا فوسترز جافين ماكنتوش، كان بيرلي وهو مؤيد علني ضد التنمر المدرسي، تشجيع الشباب على تبني خلافاتهم وتقديم الدعم لهم من خلال حملة «لنكن جيدين لبعضنا البعض».

## أعماله

### أفلام
| السنة | Title    | الدور              | ملاحظات |
| ----- | -------- | ------------------ | ------- |
| 2011  | 11/11/11 | Nathan 'Nat' Vales | Feature |

### مسلسلات
| السنة         | الاسم        | الدور                 | ملاحظات                            |
| ------------- | ------------ | --------------------- | ---------------------------------- |
| 2011          | زيك و لوثر   | Skunk Wetzel          | Episode: "Luther Turns Four"       |
| 2012–2014     | Parenthood   | Micah Watson          | Recurring (5 episodes)             |
| 2013          | صوفيا الأولى | Prince Gustav (voice) | Episode: "Just One of the Princes" |
| 2013–حتى الآن | ذا فوسترز    | Jude Adams Foster     | ممثل رئيسي                         |

### ألعاب الفيديو
| السنة | الاسم                             | الدور             | ملاحظات |
| ----- | --------------------------------- | ----------------- | ------- |
| 2012  | كول أوف ديوتي: بلاك أوبس 2        | Young David Mason | صوت     |
| 2013  | رجوع لايتنينغ: فاينل فانتازي XIII | Additional Voices | صوت     |

## وصلات خارجية
- هايدن بيرلي على موقع IMDb (الإنجليزية)
- هايدن بيرلي على موقع ألو سيني (الفرنسية)
- هايدن بيرلي على موقع أول موفي (الإنجليزية)
- هايدن بيرلي على موقع قاعدة بيانات الفيلم (الإنجليزية)
- هايدن بيرلي على موقع كينوبويسك (الروسية)